# Dolenje Poljane
Dolenje Poljane so naselje v Občini Loška dolina.